# Col de Sarenne
De Col de Sarenne (1999 m) is een bergpas in de Franse Alpen, in het Grandes Roussesmassief in het departement Isère, ongeveer 9 km ten oosten van Alpe d'Huez. De pas verbindt Alpe d'Huez met de dorpen Mizoën en Le Freney-d'Oisans in de Romanchevallei.

## Wielrennen
Vanaf Alpe d'Huez gaat de weg eerst omlaag tot een hoogte van 1765 meter, waarna een klim begint van 3 km lang met een gemiddeld stijgingspercentage van 7,8%. Vanuit het zuiden kan de pas worden beklommen over de D25, te beginnen bij de kruising met de D1091, ten oosten van Le Freney-d'Oisans. Vanaf hier is de klim aanzienlijk langer en lastiger: 12,8 km lang met een gemiddeld stijgingspercentage van 11,5%. Het steilste stuk bevindt zich op 3 km onder de top (13,5%). Hierbij wordt een hoogte van 954 meter overbrugd. De weg over de col is slecht onderhouden. Met name de lange afdaling richting Le Freney-d'Oisans is hierdoor gevaarlijk.
De Col de Sarenne is minder bekend als beklimming bij wielerwedstrijden. In 2013 werd deze col echter opgenomen in zowel het Critérium du Dauphiné als in de Ronde van Frankrijk. In de Ronde van Frankrijk vormde de Col de Sarenne het intermezzo tussen de twee beklimmingen van de Alpe d'Huez in de achttiende etappe. Tejay Van Garderen kwam hier als eerste boven, maar eindigde in de etappe uiteindelijk als tweede na Christophe Riblon.